# Floriano Peixoto (Rio Grande do Sul)
Pour les articles homonymes, voir Floriano Peixoto.
Floriano Peixoto est une municipalité du nord-ouest de l'État du Rio Grande do Sul faisant partie de la microrégion d'Erechim et située à 350 km au nord-ouest de Porto Alegre, capitale de l'État. Elle se situe à une latitude de 27° 51′ 38″ sud et à une longitude de 52° 05′ 04″ ouest, à une altitude de 662 mètres. Sa population était estimée à 2 148, pour une superficie de 168 km2.  On y accède par les RS-135, RS-475 et RS-450.
La colonisation de la future municipalité a été le fait, principalement, d'allemands, polonais et italiens dont descend, aujourd'hui, une bonne partie de la population.
Floriano Peixoto fut nommée ainsi en l'honneur du Maréchal Floriano Peixoto, militaire et second président de la République du Brésil. Elle est issue d'un démembrement de la municipalité de Getúlio Vargas en 1995, avant d'être autonome en 1997. C'est un lieu isolé qui subit encore un fort exode rural et qui vit sa population diminuer de 30 % dans les années 1980, alors qu'il n'était qu'un district de Getúlio Vargas.

## Villes voisines
- Áurea
- Centenário
- Sananduva
- Charrua
- Getúlio Vargas